# استشعار عن بعد لطبقة الحدود الكوكبية
يشير الاستشعار عن بعد لطبقة الحدود الكوكبية إلى الاستفادة من الأرض، ومقر الطيران، أو أجهزة الاستشعار عن بعد الخاصة بالأقمار الصناعية لقياس خصائص طبقة حدود الكواكب بما في ذلك طبقة حدود الارتفاع، والهباء الجوي والسحب. الأقمار الصناعية والاستشعار عن بعد من الغلاف الجوي لديها ميزة كونها قادرة على توفير تغطية عالمية للغلاف الجوي لخصائص طبقة حدود للكوكب وفي نفس الوقت توفير عالي نسبيا لمعدلات أخذ العينات الزمنية. قد وفرت التطورات في مجال الاستشعار عن بعد الفضائي لتصميم رأسي أكبر والذي يتيح دقة أعلى لقياس طبقة الحدود الكوكبية.
التأثير الإشعاعي للطبقة بين الحدود البحرية السحب (MBL)هو أساسي لفهم أي تغييرات لظاهرة الاحتباس الحراري. الغيوم المنخفضة المستوى، بما في ذلك السحب MBL، لديها قوة الإشعاع الصافي الأكبر من كل الغيوم. بياض هذه الغيوم المنخفضة المستوى أعلى بكثير من بياض سطح المحيط الكامن وتصميم هذه الغيوم بشكل صحيح وهناك حاجة للحد من الشك في توقعات النماذج المناخية. يمكن أن يساعد الاستشعار عن بعد للطبقة بين الحدود الكوكبية، وخاصة الغيوم والهباء الجوي في الطبقة بين حدود الكوكبية في التحقق وتحسين النماذج المناخية.

## طبقة الحدود الكوكبية
طبقة الحدود الكوكبية هي جزء من الغلاف الجوي الذي يتأثر بالتفاعل مع سطح الأرض، وسوف تتكيف مع تأثيرات السطح ضمن فترة زمنية حوالي ساعة واحدة. تتميز الطبقة بين الحدود الكوكبية بالاضطرابات خلال النهار والاستقرار أثناء الليل. في الجزء العلوي من طبقة حدود الكواكب، هناك الطبقة المستقرة التي كثيرا ما تسمى طبقة الانعكاس كما تميل درجات الحرارة إلى الارتفاع مع ارتفاع الفارق الكبير في التربوسفير. طبقة الحدود للكوكب يمكن أن تكون أقل السحب مستوى والتي تقع حول أعلى انعكاس للسد. وهناك نوعان رئيسيان من السحب في طبقة حدود الكواكب هي السحب الركامية ذات الطقس المعتدل والسحب المتراكمة الطبقية.يحدد السطح الكامن في المقام الأول على نوع من السحابة المنتجة داخل طبقة حدود الكوكب. وجود انعكاس السد يمكن أيضا أن بحاصر الهباء داخل طبقة الحدود للكوكب. زيادة الفراغ الجوي الناجمة عن البشر عن حرق الوقود الاحفوري يمكن أن يكون له تأثيرات هامة على هطول الأمطار والمناخ.

## الاستشعار عن بعد في الأقمار الصناعية
قياسات الأقمار الصناعية لديها ميزة لكونها قادرة على أخذ عينات متغيرات الأرصاد الجوية في المناطق التي لديها أنظمة قليلة للقياس. وقد تم إنشاء العديد من الأدوات لمساعدة مراقبة الغلاف الجوي للبحث والتنبؤ بالطقس. كان لتلفزيون الأشعة تحت الحمراء واحدا من أول البعثات الفضائية الناجحة لملاحظات رادار الطقس لمراقبة الأقمار الصناعية (تيروس). هذا الجهاز مهد الطريق لمزيد من الأنظمة الفضائية الجوية التي تستخدم الأشعة المرئية والأشعة تحت الحمراء والميكروويف طيف الإشعاع. أدوات الاستشعار عن بعد الحالية التي يمكن أن تساعد في الكشف عن الكواكب الظاهرة لطبقة الحدود تشمل مقياس الطيف التصويري الدقة (MODIS) على متن تيرا وأكوا وكذلك CALIOP (السحب والهباء الجوي يدار مع متعامد الاستقطاب) على متن كاليبسو. في حين MODIS والعديد من الأقمار الصناعية غيرها من أجهزة الاستشعار عن بعد السلبي، وأجهزة الاستشعار عن بعد النشطة مثل CALIPSO توفر قدر أكبر من الدقة في استرجاع الارتفاع. قد استخدمت قياسات الأقمار الصناعية لتحديد الظروف الديناميكية التي تنتج سحب طبقة الحدود الكوكبية والمناطق المناخية حيث تتكون هذه الغيوم.

## سُحُب طبقة الحدود الكوكبية

### الاستشعار عن بعد للحمل الحراري الخلوي المتوسط المدى
الحمل الحراري الخلوي المتوسط المدى (MCC) هو شكل من أشكال الحرارة المدفوعة بانشراح التي يمكن أن توفر طبقة لحدود الكواكب مع السحب الركامية في الجزء العلوي من الطبقة الحدودية. يحدث MCC عموما على مناطق المحيط التي وجدت في المقام الأول قبالة سواحل القارات الكبرى وخاصة في أمريكا الشمالية والجنوبية. MCC هو شكل من أشكال الخلية بينارد، حيث أن السائل سوف يرتفع أو ينخفض في خلايا سداسية لخلق بنية سحابة سداسية. انعكاس وضع الحد الأقصى لطبقة حدود الكواكب بمثابة غطاء للحمل الحراري صانعا مستوى أفقي لهياكل السحابة السداسية.كانت ملاحظات الأقمار الصناعية ضرورية لفهم المقياس الأفقي والرأسي لنطاق تشكيلات هذه السحب. MCC عموما صغير جدا لقياس الحجم الإجمالي ولكن كبير جدا لقياس نقطة واحدة. ومع ذلك، فملاحظات الأقمار الصناعية قادرة على مراقبة تطور أنماط السحابة بسبب حقل كبير للمشهد. ساعدت صور الأقمار الصناعية من (تيروس) على تسليط الضوء على واحدة من أهم الاختلافات بين الخلايا الحرارية المعملية وتلك التي تحدث في الغلاف الجوي. كانت نسبة القطر من الشكل السداسي مقارنة مع عمق سحابة أكبر من ذلك بكثير في الغلاف الجوي مقارنة بنفس النسبة المحسوبة في التجارب التي تسيطر عليها. وأظهر هذا الاختلاف أن اللزوجة وتوصيل الحرارة كانتا هامتان للقياسات المعملية، ولكن دوامة من الحرارة المنتشرة والزخم سيطر على خلايا الغلاف الجوي. يجب أن يكون جرد الرياح منخفضا لتشكيل خلايا MCC أو من ناحية أخرى ستتشكل سحابة الشرائط في اتجاه جرد الرياح. يمكن وضع تشكيلات السحب التي تحدث كجزء من MCC في فئتين: هما الخلايا المفتوحة والخلايا المغلقة.

### الخلايا المفتوحة

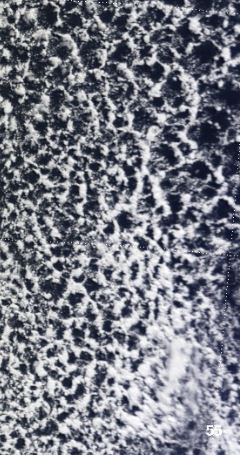
صورة MODIS للحمل الحراري الخلوي مفتوح ، اتخذت جنوب شرق جنوب أفريقيا

تتميز الخلايا المفتوحة بسحابة المنطقة الخالية في منتصف تشكيل سداسي مع المناطق الغائمة في الحافة الخارجية للشكل السداسي.الخلايا المفتوحة تكون بطيئة الحركة الهابطة في المنتصف مع أسرع ارتفاع للحركة على حواف تشكيل شكل سحابة سداسية. فإنها تميل إلى أن تتكون فوق المياه الأكثر برودة مثل تلك التي توجد قبالة سواحل كاليفورنيا.بينما أماكن مثل ساحل كاليفورنيا تنتج بانتظام الحمل الحراري الخلوي، ويمكن لنظم عاصفة الغلاف الجوي أيضا أن تحفز إنتاج الغيوم الخلوية المفتوحة في مناطق الإنتاج المناخية المنخفضة. ويمكن في كثير من الأحيان للأنماط الخلوية المفتوحة التي يمكن العثور عليها خلف الجبهات الباردة في الهواء أن تكون غير مستقرة من حيث البرودة، وإنتاج أنواع متعددة بما في ذلك سحابة (كونجنستوس) الركامية، السحاب الأسود، والسحب الركامية. ومع ذلك، لا ترتبط الخلايا المفتوحة التي تشكلت في المناطق شبه الاستوائية عادة مع العواصف الإعصارية.

### الخلايا المغلقة
الخلايا المغلقة تحتوي على مناطق ممتلئة بالسحب في مركز التشكيل السداسي مع سحابة المناطق الحرة على حافة التشكيل. تملك الخلية المغلقة حركة ارتفاع بطيئة في الحركة المتوسطة وأسرع في الهبوط عند الحواف. الخلايا المغلقة تميل إلى التكون في المياه الدافئة مثل تلك المرتبطة في كوروشيو الحالية وتيار الخليج.تتشكل الأنماط الخلوية المغلقة عموما تحت ضعف الحمل الحراري المختلط بالمستويات الدنيا مع غطاء طبقة الانعكاس.إنها عادة تحدث في الأقسام الشرقية من مناطق الضغط العالي شبه الاستوائية أو في الربع الجنوبي الشرقي من الارتفاعات القطبية.

## الهباء الجوي من الأقمار الصناعية

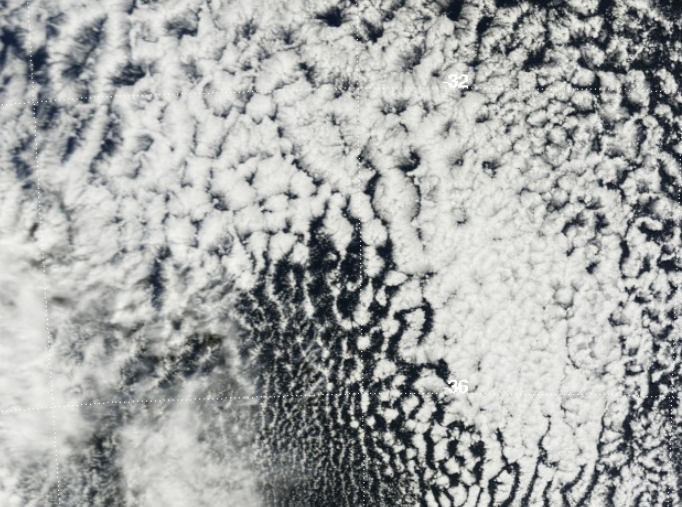
صورة MODIS للحمل الحراري الخلوي المغلق، تم أخذها جنوب شرق جنوب أفريقيا

(الكليوب) على متن كاليبسو يسمح بقياس جسيمات الهباء الجوي المختلفة عن طريق قياس ارتدادي في موجات من 1064 و 532 نانومتر مع القدرة على الحصول على عنصري التعامد في الطول الموجي 532 نانومتر.بدون وجود السحب الكثيفة بصريا، طبقات الهباء الجوي في طبقة الحدود الكوكبية يمكن قياسها ويوفر تقنية كبيرة لقياس التلوث الهباء الجوي. وقد أظهر رادار الأرض انسجاما مع (الكليوب) في قياس طبقات الهباء الجوي المعزولة فوق منطقة العاصمة سيول.
كما تم استخدام (كاليبسو) بالتزامن مع البيانات (موديس) لتحديد كيف يمكن للهباء الجوي في طبقة الحدود الكوكبية أن يغير طبقة حدود الغيوم ستراتوس للكواكب المنخفضة. قد أظهر الكشف عن هباء حرق الكتلة الحيوية تقليل دائرة نصف قطرها هو قطرة سحابة داخل هذه الغيوم لطبقة دافئة في انسجام مع تأثير ألبرشت، بينما يتناقص مسار الماء السائل في وقت واحد بعكس تأثير ألبرشت.

## ارتفاع الطبقة الفاصلة

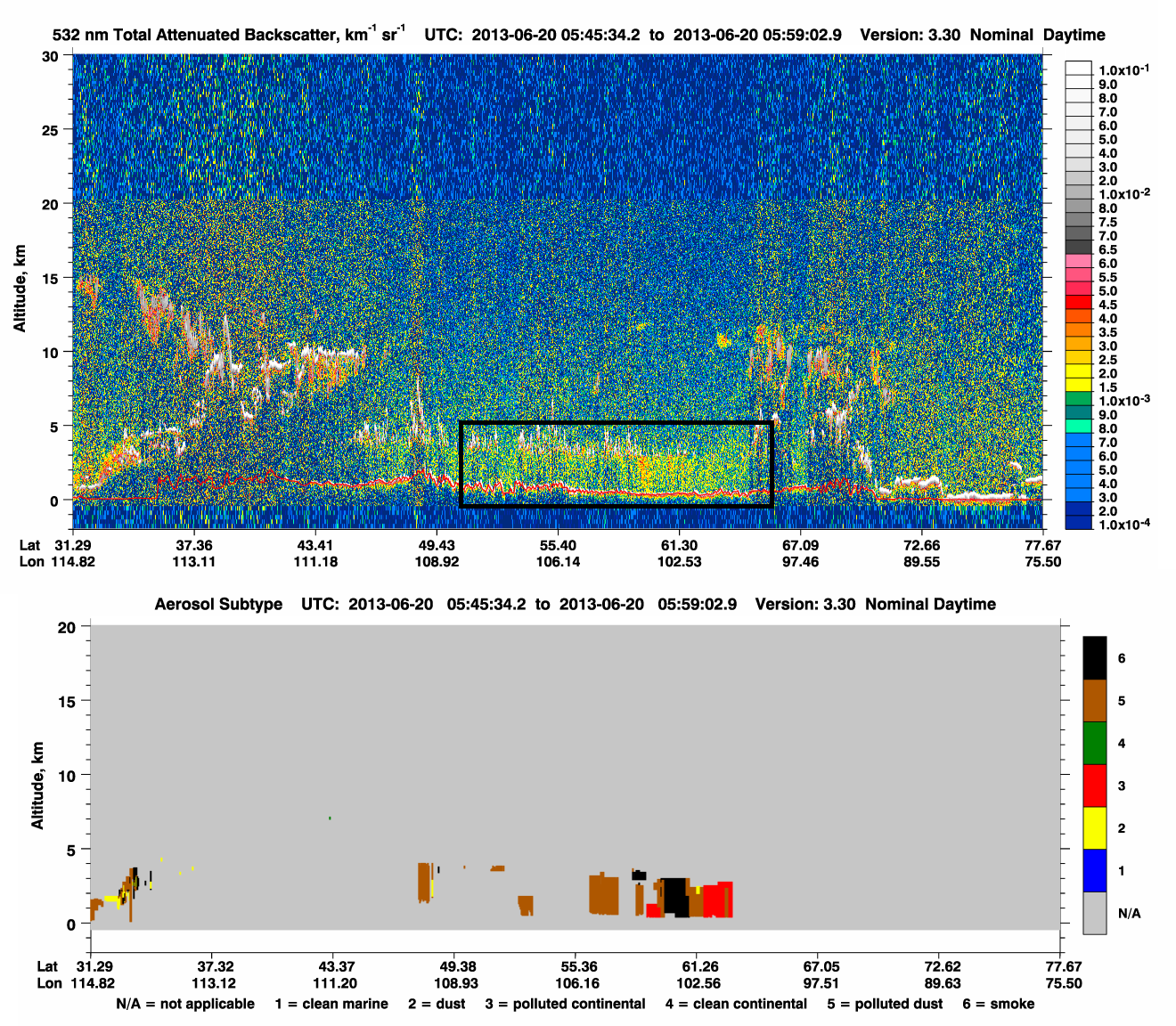
صورCALIPSOللأقمار الصناعية أظهرها رادار ارتدادي وتصنيف الهباء الجوي استنادا إلى البيانات.

الطبقة الفاصلة تميل إلى أن تحصل على قيم أعلى للرطوبة وكميات هباء جوي أكبر مما يؤدي إلى تشتت أعلى للضوء داخل الطبقة الحدودية. مع أجهزة الاستشعار عن بعد، ويمكن الكشف عن ارتفاع طبقة الحدود على أساس هذه المبادئ. باستخدام رادار على متن كاليبسو، وقد بذلت تقديرات ارتفاع طبقة الحدود ومقارنتها مع بيانات المسابير اللاسلكية وECMWF لإعادة تحليل البيانات وأظهرت الارتباطات العالية بين قيمة الاستشعار عن بعد المقدرة وقيم قياس المسابير اللاسلكية.
ارتفاع الطبقة الحدية يمكن استخلاصه في عدة طرق مختلفة من بيانات الرادار بما في ذلك تقنية التباين القصوى، التي تنص على أن الحد الأقصى في الفرق من الارتداد يحدث في الجزء العلوي من الطبقة الفاصلة داخل المنطقة انتراينمت،  ودوامات التربوسفير المندمجة مع دوامات الطبقة الفاصلة ستكون أكثر تلوثا مما أدى إلى فروق عالية الارتفاع طبقة انتراينمنت. استخدام مرتفعات طبقة الحدود المستمدة من السواتل يوفر طريقة أخرى للتحقق من مخرجات النموذج المناخي. بعض أجهزة الاستشعار عن بعد تنطوي على قيود. حين تعتمد (كاليوب) على استخدام ضوء الأشعة المرتدة، يمكن استرجاع النهار متضمنا الإشارة إلى ارتفاع نسب الضوضاء كما يمكن لضوء الشمس أن يضيف الضوضاء في الخلفية. استرداد الليل.

## تكوين طبقة الحدود
في ظل ظروف مناسبة، تقنيات تحديد المدى المتخصصة يمكن استخدامها لتحديد تكوين طبقة الحدود. تستخدم ذبذبة الرادار في الحصول على نبض الاستشعار عن بعد للصدى البعيد عن الأرض وخارج الغيوم. عندما يكون هناك طبقة لسحب مكسورة من الغيوم في الجزء العلوي من طبقة الحدود، وتقنيات رادار (IPDA) تستخدم للاستشعار عن بعد لتكوين الغلاف الجوي الذي يمكنه الحصول على تكوين طبقة الحدود.